# Great Bridge
Great Bridge – miasto w Anglii, w hrabstwie ceremonialnym West Midlands, w dystrykcie metropolitalnym Sandwell. Leży 11 km na północny zachód od miasta Birmingham i 174 km na północny zachód od Londynu.